# Крайцери скаути тип „Форуърд“
Форуърд (на английски: Forward) са серия крайцери скаути на Британския Кралски флот, подклас на бронепалубните крайцери, построени през 1900-те г. на 20 век. Проектът представлява развитие на крайцерите 3-ти ранг от типа „Топаз“. Всичко от проекта са построени 2 единици: „Форуърд“ (на английски: HMS Forward) и „Форсайт“ (на английски: HMS Foresight).

## Конструкция

### Силова установка
2 трицилиндрови парни машини с тройно разширение, 12 водотръбни котли „Торникрофт“. Запас въглища 500 тона. Далечина на плаване на 10 възела ход 3400 морски мили.

### Брониране
В онова време са най-малките британски военни кораби с вертикално бордово брониране (брониран пояс).

### Въоръжение
1911 г. са превъоръжени с 9×102 mm оръдия Mk IV.

## История на службата
- HMS Forward – заложен на 22 октомври 1903 г., спуснат на вода на 27 юли 1904 г., в строй от 22 август 1905 г.
- HMS Foresight – заложен на 24 октомври 1903 г., спуснат на вода на 8 октомври 1904 г., в строй от 8 септември 1905 г.[2]